# Џумбус у гимназији
Џумбус у гимназији (енгл. High School High) америчка је филмска комедија, са елементима филмске пародије из 1996. године у режији Харта Бокнера, по сценарију Дејвида Закера, Роберта ЛоКеша и Пета Профта. Улоге тумаче Џон Ловиц, Тија Карере, Мекај Фајфер, Луиза Флечер, Малинда Вилијамс и Брајан Хукс.

## Радња
Ричард Кларк је предавао на престижној Велингтон академији коју је водио његов отац. Због сталног очевог надзора, Ричард је одлучио да напусти академију и ради као редовни наставник, у редовној средњој школи. Међутим, школа која носи име „Мерион Бери”, у којој он налази посао, налази се у сиромашном крају, где углавном уче националне мањине. Ричард се, међутим, не обесхрабрује, јер верује да се и ова деца могу нечему научити. У школи га дочекују мрзовољна и ауторитарна директорка Евелин Дојл и њена слатка и весела помоћница Викторија.
Ученике у школи терорише банда бивших ученика коју предводи Пако. На своју страну желе да превуку Грифа, студента који је раније био повезан са бандом, али је након што је одслужио годину дана затвора и вратио се у школу, одлучио да промени свој живот. Гриф сада сања да иде на колеџ. Кроз сукоб са Паковом бандом, као и после низа перипетија и великих узбуђења, господин Кларк зарађује поштовање од својих ученика, а затим успева да стекне поверење од Грифа. Успут, он развија романтичну везу са Викторијом.
Г. Кларк напорно ради припремајући своје ученике за испит. Пако, пак, замењује резултате испита, услед чега цео разред пада. Господин Кларк је отпуштен, а фрустрирани Гриф одлучује да се придружи Паковој банди. По школи прича кружи да су резултати испита измењени. Господин Кларк, Викторија и други студенти одлазе да спасу Грифа из канџи банде, који у овом тренутку већ учествује у трговини дрогом. Успут се разоткривају злочиначке махинације директорице Евелин Дојл.
Господин Кларк постаје директор и мири се са својим оцем. Шест ученика успева да добије сертификат, међу којима је и Гриф, који има највећи резултат. Школа је преименована у част Чака Берија.

## Улоге
| Глумац                | Улога                                                            |
| --------------------- | ---------------------------------------------------------------- |
| Џон Ловиц             | Ричард Кларк                                                     |
| Тија Карере           | Викторија Шапел                                                  |
| Луиза Флечер          | Евелин Дојл                                                      |
| Мекај Фајфер          | Гриф МекРејнолдс                                                 |
| Малинда Вилијамс      | Натали Томпсон                                                   |
| Гиљермо Дијас         | Пако де ла Вега Камино Кордоба Хосе Куерво Санчез Родригез Млађи |
| Брајан Хукс           | Енферни Џеферсон                                                 |
| Наташа Грегсон Вагнер | Џули Рубелс                                                      |
| Марко Родригез        | господин Де Марко                                                |
| Џон Невил             | Тадеус Кларк                                                     |
| Лекси Бигем           | Две торбе                                                        |
| Гил Еспиноза          | Алонзо                                                           |
| Баоан Колман          | Му Му Бармен                                                     |
| Лу Елрод              | госпођица Берни Велс                                             |
| Ив Сигал              | госпођица Фоли                                                   |
| Мајкл Д. Нај          | заменик директора г. Арнот                                       |
| Николас Ворт          | Рајно                                                            |
| Ерик Алан Крејмер     | Халк                                                             |
| Џини Пепер            | госпођа МекРејнолдс                                              |